# Hadromyia aepalius
Hadromyia aepalius är en tvåvingeart som först beskrevs av Walker 1849.  Hadromyia aepalius ingår i släktet Hadromyia och familjen blomflugor. Inga underarter finns listade i Catalogue of Life.